# Hammer Eisenbahnbrücke
Die Hammer Eisenbahnbrücke ist eine zwischen Düsseldorf und Neuss über den Rhein führende und dem Eisenbahnverkehr vorbehaltene 814 Meter lange Stahlbogenbrücke. Ebenso genutzte Vorgängerbauten an derselben Stelle existierten seit 1870.

## Lage
Die Brücke quert den Rhein bei Kilometer 738. Rechtsrheinisch erstreckt sich südlich der Brücke der Düsseldorfer Stadtteil Hamm und nördlich davon der Düsseldorfer Hafen. Linksrheinisch liegt südlich der Brücke das Rheinpark-Center im Neusser Stadtbezirk Hammfeld, westlich das Neusser Hafengebiet und nördlich die
Ölgangsinsel. Die nächste Rheinbrücke stromaufwärts ist die nur etwa einen Kilometer entfernte Josef-Kardinal-Frings-Brücke. Rund fünf Kilometer stromabwärts befindet sich die Rheinkniebrücke, die aber tatsächlich nur ca. 2,7 Kilometer Luftlinie entfernt nordöstlich der Hammer Eisenbahnbrücke liegt. Beide benachbarten Rheinbrücken sind Straßenbrücken, die auch von Fußgängern und Fahrradfahrern benutzt werden dürfen.

## Geschichte

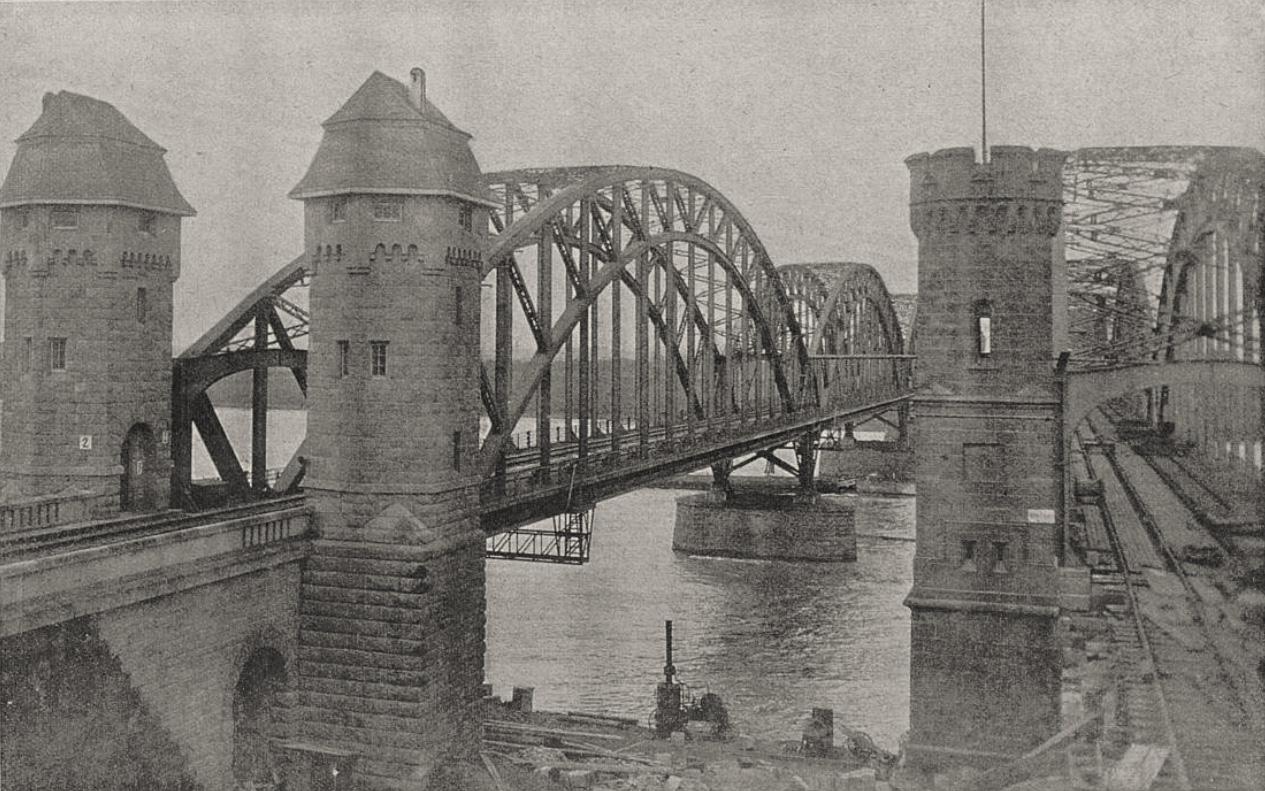
Die beiden Düsseldorfer Eisenbahnbrücken bei Hamm, links die neue in ihrer Vollendung, rechts die alte, 1868–70 erbaute, im Umbau. September 1912

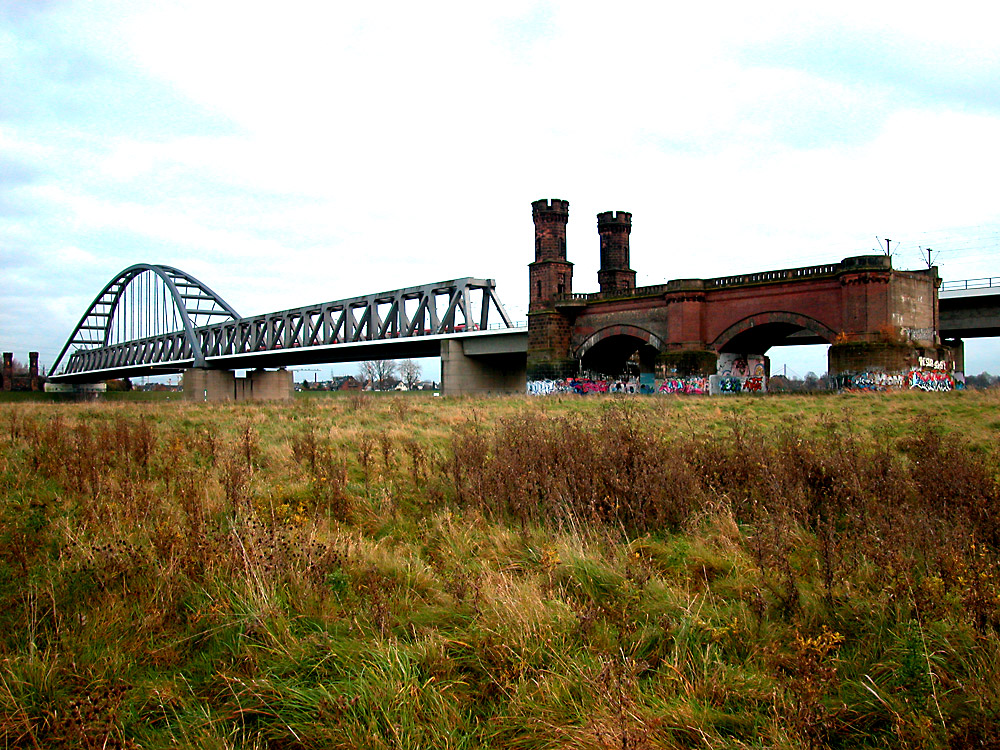
Hammer Brücke und Ruine ihrer Vorgängerin

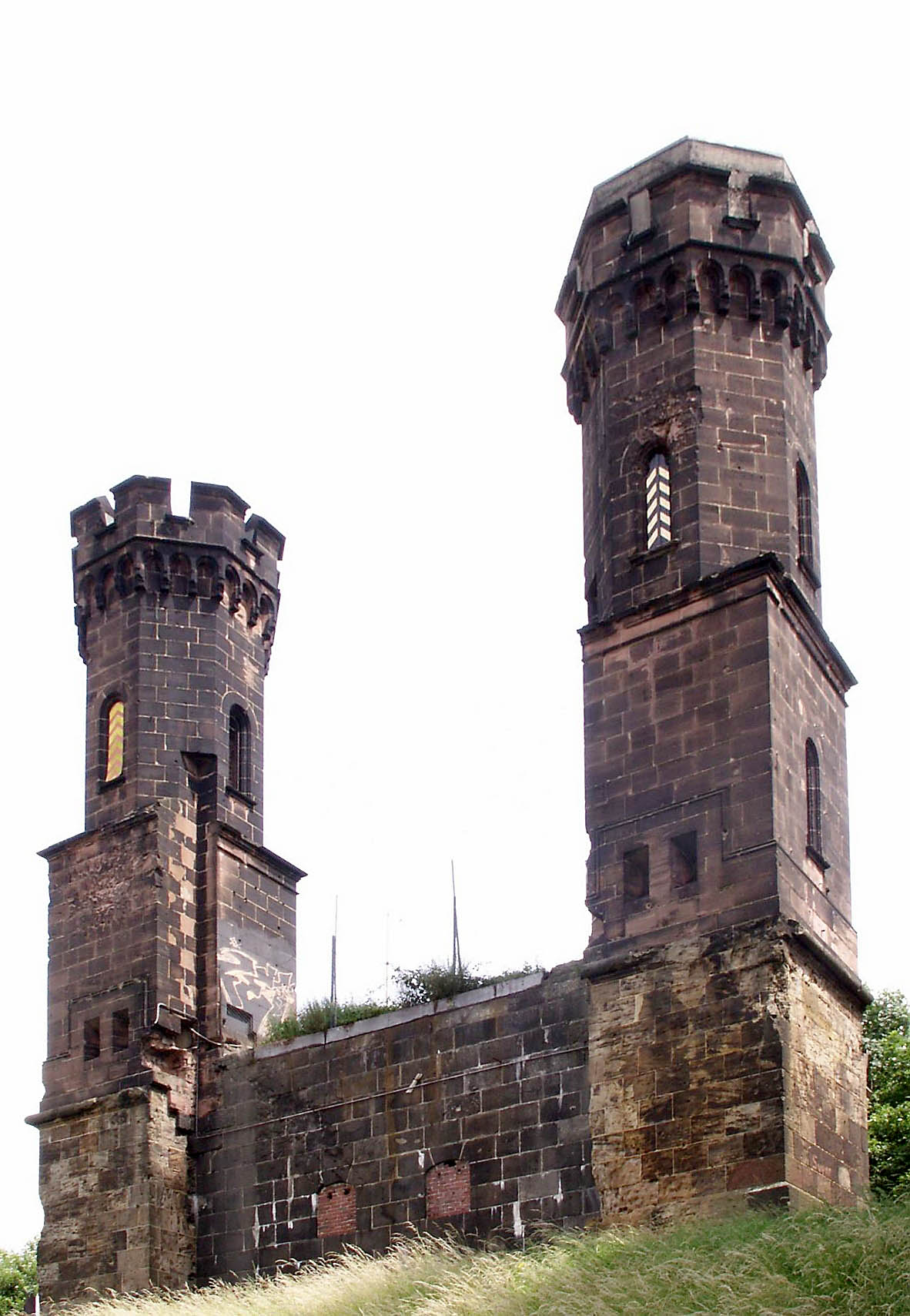
Ruine der alten Sicherungstürme (Ostseite)

Die Hammer Eisenbahnbrücke wurde mehrmals erweitert oder ganz neu gebaut. Mit dem Bau der ursprünglichen zweigleisigen Brücke der Bergisch-Märkischen Eisenbahn-Gesellschaft wurde im April 1868 begonnen. Nach einer etwas mehr als zweijährigen Bauzeit wurde sie am 24. Juli 1870 als erste feste Rheinbrücke in Düsseldorf eingeweiht. Sie war nach dem preußischen König Wilhelm I. König-Wilhelm-Brücke (bzw. König-Wilhelm-Eisenbahn-Rheinbrücke) benannt. Ihre Halbparabelträger aus Schweißeisen mit dreiteiligem Ständerfachwerk wurden nach Plänen des Ingenieurs Pichier durch die Brückenbaugesellschaft Harkort in Duisburg gebaut. Die Brückentürme an beiden Seiten entsprachen nicht nur einem Bedürfnis nach architektonischer Ausschmückung, sondern auch dem Wunsch nach einer militärischen Absicherung der Brücke für den Fall eines Krieges. Ein zum gleichen Zweck seitlich der Brücke angelegtes „Sperrfort“ wurde bereits 1885 wieder beseitigt. Zwischen Juli und September 1896 wurden die Vorlandbrücken saniert und der Gleiskörper auf den Stromüberbauten erneuert, wobei in der ganzen Bauzeit bei hohem Verkehrsaufkommen unter großem logistischen Aufwand ein eingleisiger Fahrbetrieb durchgeführt wurde.
Der seit 1896 weiterhin stark angewachsene Zugverkehr machte eine Verstärkung und Ergänzung der Brücke notwendig. Zwischen 1909 und 1911 entstand eine zweite, parallele, ebenfalls zweigleisige Brücke in nur 32 Meter Abstand stromaufwärts. Bei gleichem Pfeilerabstand besaß sie modernere und stärkere Überbauten in Eisenfachwerkbogen-Konstruktion. Wie bei der älteren Brücke gab es Brückentürme, die aber größer und robuster wirkten. Unmittelbar nach Inbetriebnahme der neuen Brücke begann die Modernisierung der alten, deren Halbparabelträger durch neue Überbauten ersetzt wurden, die baugleich mit denen der zweiten Brücke waren. Nach der Fertigstellung im November 1912 standen hier zwei quasi gleiche Brücken nebeneinander, nur die Brückentürme unterschieden sich deutlich.

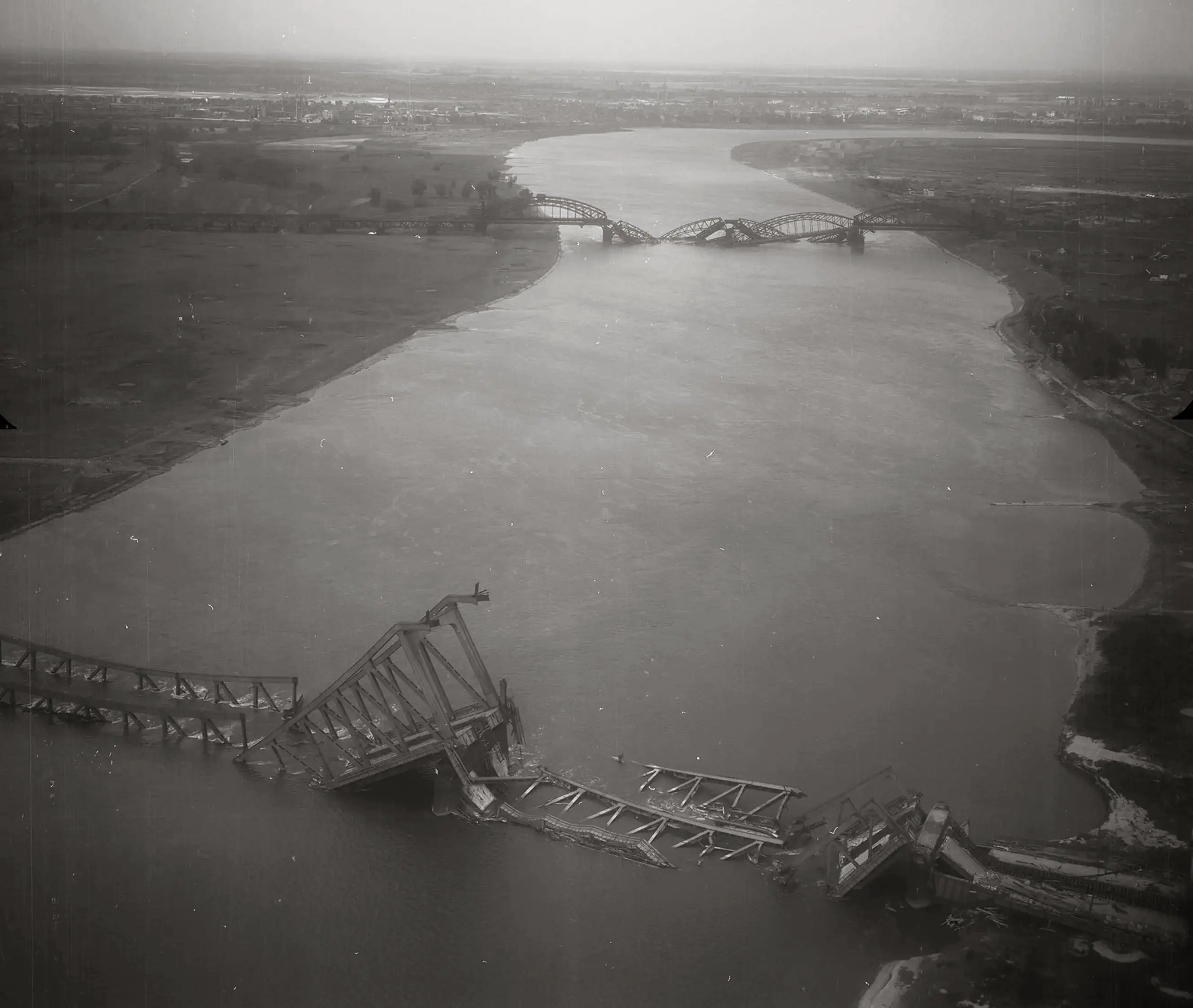
Gesprengte Südbrücke (oben) und gesprengte Hammer Eisenbahnbrücke (unten) im Jahr 1945

Im Verlauf des Zweiten Weltkriegs gelang es der US-Armee am 1. März 1945, die Nachbarstadt Neuss zu erobern. Um den vorrückenden Truppen die Rheinquerung zumindest zu erschweren, wurden daraufhin von der deutschen Wehrmacht alle Düsseldorfer Rheinbrücken, also auch die Hammer Eisenbahnbrücken, am 3. März 1945 gesprengt. Schon Ende 1945 begann eine provisorische Instandsetzung der weniger beschädigten nördlichen Brücke, bei der die zerstörten beiden mittleren Bögen durch eine Behelfsbrücke aus standardisierten Teilen der Bauart „Schaper-Krupp-Reichsbahn“ ersetzt wurden. Trotz vieler Schwierigkeiten konnte die Brücke bereits am 31. Juli 1946 in Betrieb genommen werden. Für den endgültigen Wiederaufbau reparierte man die am wenigsten beschädigten Bögen der baugleichen südlichen Brücke und fügte sie anstelle der Behelfskonstruktion in die nördliche Brücke ein; dieser Austausch konnte im November 1947 vorgenommen werden, Geschwindigkeits- oder Gewichtsbeschränkungen gehörten damit der Vergangenheit an. Die Ruine der südlichen Brücke wurde nicht wieder aufgebaut, die Eisenteile wurden verschrottet, Pfeiler und Brückentürme blieben zunächst in ruinösem Zustand stehen.
Der Bau der Ost-West-S-Bahn S 8 machte 1984 einen Neubau der Hammer Eisenbahnbrücke mit einer Erweiterung auf nun wieder vier Gleise erforderlich. Die Kosten für diese beliefen sich auf umgerechnet 61,4 Millionen Euro. Dabei wurde auch die Öffnung für die Schifffahrt erheblich erweitert. Die neue Brücke wurde in der Lage der zweiten, südlichen Brücke errichtet. Die zweifeldrige Strombrücke ist im Hauptfeld eine 250 Meter lange Stabbogenbrücke mit einem Fachwerkversteifungsträger, im Randfeld besitzt die Fachwerkkonstruktion eine Stützweite von 135 Metern. Das Bauwerk soll in dieser Formgebung an die historische Konstruktion erinnern. Die Brücke ist so konstruiert, dass sich zwei Gleise innerhalb der Fachwerkkonstruktion befinden und jeweils ein Gleis beidseitig außerhalb des Fachwerks. Die 9.000 Tonnen schwere Konstruktion ist komplett geschweißt. Die Brücke wurde aus ihren bis zu 100 Tonnen schweren Einzelteilen auf einem Montageplatz auf Düsseldorfer Seite montiert und mit dem Einschubverfahren fertiggestellt. Die neue Brücke wurde 1987 eröffnet und war bis zur Eröffnung der Grümpentalbrücke im Jahr 2011 mit 270 Meter Stützweite die weitestgespannte Eisenbahnbrücke Deutschlands. Die alte nördliche Brücke wurde daraufhin abgerissen, übrig blieben die Brückentürme als Relikt der ersten Brücke von 1870.

## Nutzung
Die Hammer Eisenbahnbrücke ist die einzige über den Rhein führende Eisenbahnbrücke in dem sich in Ost-West-Richtung vom Bergischen Städtedreieck über den Kreis Mettmann, Düsseldorf und den Rhein-Kreis Neuss bis Mönchengladbach erstreckenden Teilgebiet der Metropolregion Rhein-Ruhr, denn die nächstliegenden Eisenbahnbrücken über den Rhein sind die 50 Kilometer stromaufwärts in Köln gelegene Hohenzollernbrücke und die 36 Kilometer stromabwärts in Duisburg gelegene Duisburg-Hochfelder Eisenbahnbrücke.
In der Hauptverkehrszeit benutzen bis zu 32 Züge des öffentlichen Personennahverkehrs pro Stunde die seit 1987 wieder viergleisige Brücke, über welche die Regional-Express-Linien RE4, RE6, RE10 und RE13, die Regionalbahn-Linie RB39 und die S-Bahn-Linien S8, S11 und S28 führen.
Die noch existierenden rechtsrheinischen Türme der ursprünglichen Brücke von 1870 nutzt heute der Verein Bergische Lehnsritter e. V.